# Jacques Vallée Des Barreaux
Pour les articles homonymes, voir Vallée (homonymie).
Jacques Vallée, seigneur des Barreaux, né le 6 décembre 1599 à Châteauneuf-sur-Loire et mort le 9 mai 1673 à Chalon-sur-Saône, est un poète libertin et épicurien français.

## Biographie
Petit-neveu de Geoffroy Vallée, déiste qui fut condamné au bûcher, Jacques Vallée naît à Châteauneuf-sur-Loire, alors situé dans l'ancienne province de l'Orléanais du royaume de France, sous le règne du roi Henri IV. Fils d’un président au Grand Conseil, il poursuit son éducation au réputé collège jésuite de La Flèche. Il y devient le condisciple de René Descartes et de Denis Sanguin de Saint-Pavin, dont il devait devenir l’amant. Pourvu le 31 mai 1625 d’une charge de conseiller au parlement de Paris, il s’en démet pour se livrer plus librement à son goût pour la bonne chère et le plaisir. Il dévergonde la toute jeune Marion de Lorme, avant de se la faire ravir par Cinq-Mars.
En 1640, il entreprend, en compagnie de bons vivants de son espèce, « d'aller écumer toutes les délices de la France ; c'est-à-dire de se rendre en chaque lieu, dans la saison de ce qu'il produit de meilleur ».
Des Barreaux est lié avec les beaux esprits de son temps : Jean-Louis Guez de Balzac, Chapelle, Descartes et Théophile de Viau, qui lui adresse son poème Plainte à un sien ami, qui ne laisse guère de doutes sur les sentiments qu'il nourrissait pour lui.
Un ouvrage anonyme publié à Paris en 1794, pendant la Terreur, le Colloque des Morts les plus fameux, rapporte que Des Barreaux dit au ciel en entendant un coup de tonnerre, alors qu'un vendredi il faisait une omelette au lard : « Est-ce la peine de faire tant de bruit pour si peu de chose ! » Il a composé un assez grand nombre de chansons et de poésies fugitives (courtes pièces dont le fond est peu de chose, mais est sauvé par le mérite de la forme), dans lesquelles il affichait son incrédulité et son athéisme. On a conservé le fameux sonnet où il chante la palinodie :

« Grand Dieu tes jugements sont remplis d’équité, etc. »

Il le composa alors qu'il était malade, mais le désavoua, dit-on, quand il retrouva la santé. Voltaire assure que ce sonnet n’est pas de lui, et l’attribue à l’abbé de Lavau.
Il ne s'amenda guère en vieillissant. Payot de Linières écrit :

« Des Barreaux, ce vieux desbauché

Affecte une réforme austère

Il ne s’est pourtant retranché

Que ce qu’il ne sçauroit plus faire »

Il a eu tout le loisir de chanter la palinodie, dit Tallemant des Réaux : « Il a bien fait le fat en mourant, comme il le faisait quand il était malade. »